# French Market
Il French Market è un mercato con una serie di edifici commerciali che si estendono nel quartiere francese di New Orleans, in Louisiana. Fondato come postazione commerciale dei nativi americani prima della colonizzazione europea, il mercato è il più antico del suo genere negli Stati Uniti. Iniziava dove si trova attualmente il Café du Monde ed è stato ricostruito e rinnovato più volte.
Il French Market si estende nell'entroterra dal fiume Mississippi nella sezione del quartiere francese tra Jackson Square, dal Café du Monde all'estremità delle bancarelle del mercato delle pulci di fronte all'edificio della zecca di New Orleans.

## Storia e descrizione
Parte dello spazio è stato dedicato come mercato dal 1791, nel periodo coloniale, ma le strutture più antiche esistenti risalgono al 1813 circa.
All'interno del mercato si possono trovare fornitori di molti cibi freschi diversi, compresi i frutti di mare crudi, fino dalla metà del XX secolo.
I caffè e i bar offrono aragoste e altri frutti di mare di New Orleans, cibo cajun, cucina creola, dessert, frutta, verdura e altro ancora. Il French Market è anche noto per ospitare alcuni eventi annuali tra cui il Festival del quartiere francese e il Festival del pomodoro creolo.
Il mercato delle pulci è particolarmente affollato nei fine settimana. Eventi musicali gratuiti all'ordine del giorno. L'ufficio e il centro visitatori del New Orleans Jazz National Historical Park si trova nel complesso del French Market.
Gran parte dell'area che un tempo ospitava portici di bancarelle mercantili coperte ma senza muri ora ospita negozi e ristoranti separati da porte e muri, destinati all'industria del turismo.
Il mercato originale, chiamato "mercato della carne", era l'unico posto nel quartiere francese dove si poteva vendere carne. Solo dopo che la carne fu venduta altrove, il nome cambiò in "mercato francese" (French Market).